# Megaselia fenestrata
Megaselia fenestrata är en tvåvingeart som först beskrevs av Malloch 1912.  Megaselia fenestrata ingår i släktet Megaselia och familjen puckelflugor.
Artens utbredningsområde är District of Columbia. Inga underarter finns listade i Catalogue of Life.